# Клубівка (Чернігівський район)
Клубі́вка — село в Україні, у Добрянській селищній громаді Чернігівського району Чернігівської області. Населення становить 241 осіб. До 2019 орган місцевого самоврядування — Клубівська сільська рада. Клубівській сільській раді були підпорядковані села Вир, Лизунова Рудня, Олександрівка Друга.

## Історія
Колишнє державне село, станом на 1885 — 901 особа, 144 двори, постоялий будинок. 14 березня 1943 року нацистські окупанти спалили 307 дворів села Клубівка колишнього Добрянського району, розстріляно 506 жителів.
12 червня 2020 року, відповідно до розпорядження Кабінету Міністрів України № 730-р «Про визначення адміністративних центрів та затвердження територій територіальних громад Чернігівської області», увійшло до складу Добрянської селищної громади.
19 липня 2020 року, в результаті адміністративно - територіальної реформи та ліквідації Ріпкинського району, село увійшло до складу Чернігівського району Чернігівської області.